# Chaenomeles cathayensis
Espèce
Classification APG III (2009)
Chaenomeles cathayensis est une espèce de plantes à fleurs de la famille des Rosacées. C'est un arbuste originaire de Birmanie, du Bhoutan et de Chine. Il est parfois nommé en français Cognassier de Cathay.

## Étymologie
Chaenomeles vient du grec "chaïnen", se fendre et "mêlea", pommier. Le créateur du genre Chaenomeles, le botaniste britannique, John Lindley, croyait que le fruit du C. japonica éclatait en cinq divisions, sur la foi de la première description donnée en langue occidentale par Carl Peter Thunberg, en 1784. Mais ce phénomène n'arrive que très rarement.
Le terme cathayensis vient de Cathay, ancien nom donné à la Chine en Europe et -ensis "originaire de".

## Description
- Forme sauvage en Chine

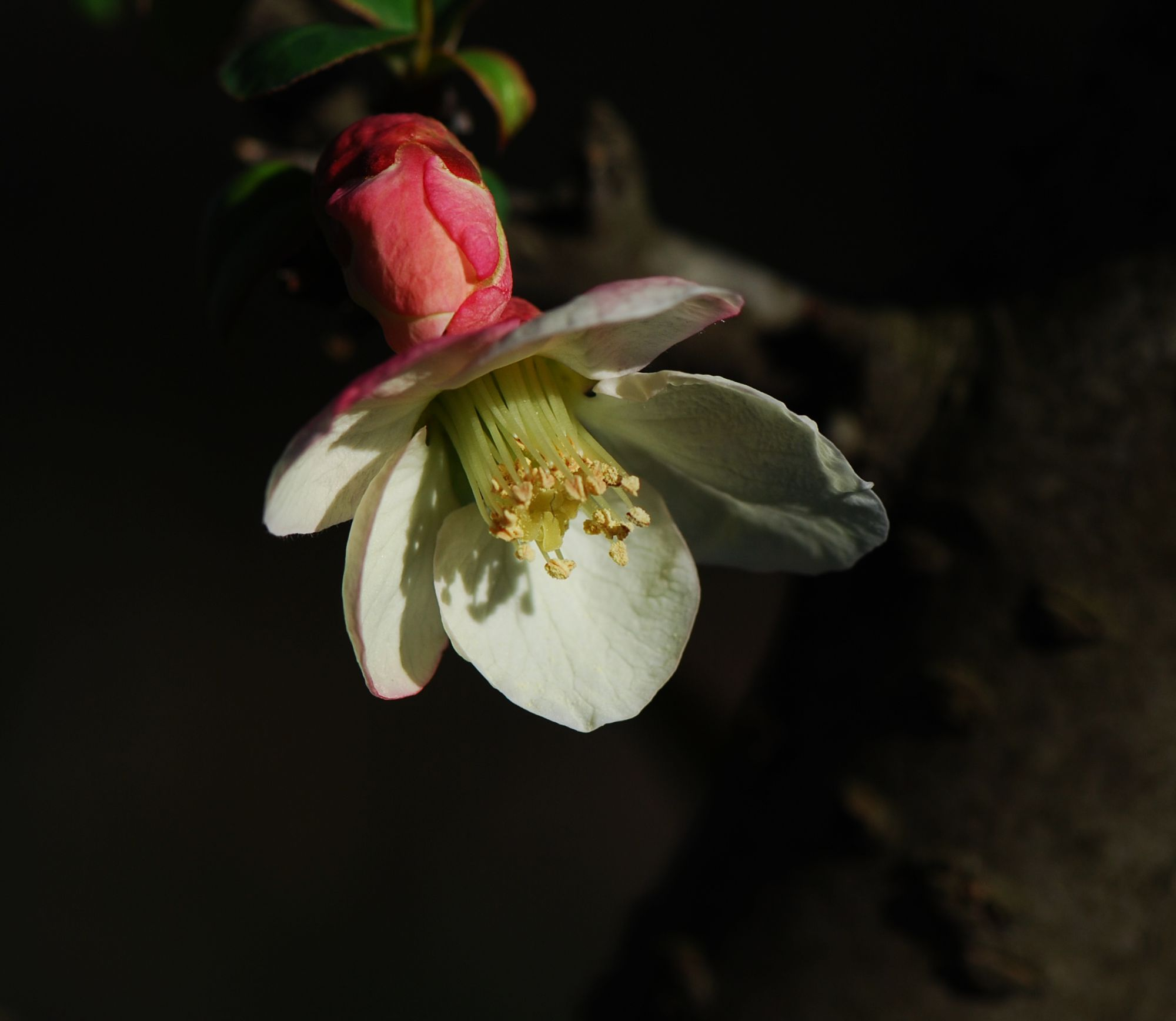
Fleur de C. cathayensis.

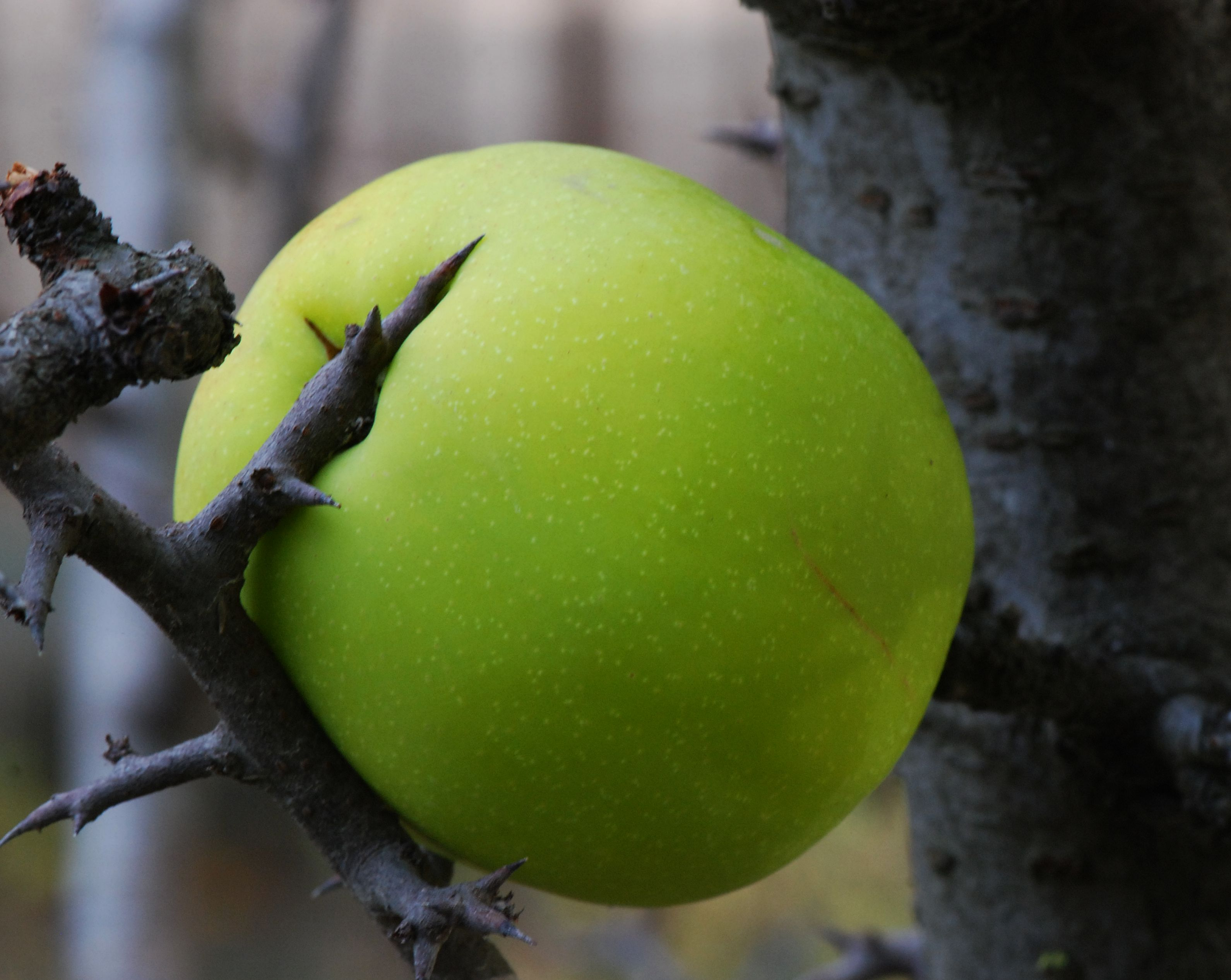
Fruit de C. cathayensis sur un rameau épineux puissant.

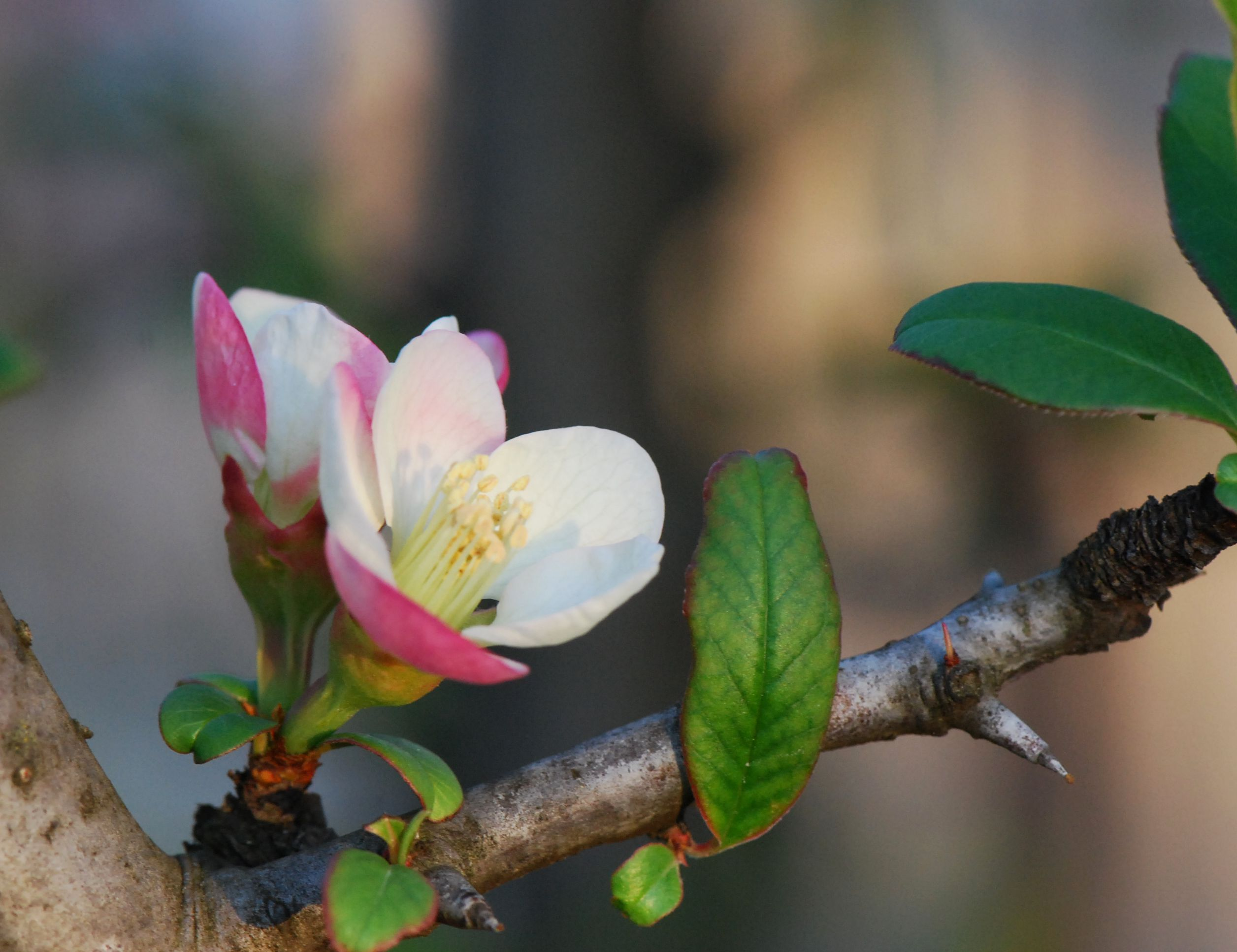
C. cathayensis, fleurs en fascicule, épines puissantes, feuille elliptique.

Chaonomeles cathayensis est un arbuste de 2 à 6 mètres de haut, armé d'épines courtes mais puissantes. Le feuillage est caduc. Les rameaux sont de couleur pourpre brun, avec de petites lenticelles brun clair.
Les stipules sont réniformes à suborbiculaires, de 5 à 10  mm. Le pétiole de 1 cm de long porte un limbe elliptique ou lancéolé à obovale, de 5-11 × 2-4 cm, la base est cunée, la marge finement serrulée.
Les fleurs apparaissent avant les feuilles. Elles sont groupées par 2 ou 3 en fascicule, apparaissant directement sur les rameaux. L'hypanthe est campanulé, les 5 sépales ovales et érigés. Les 5 pétales roses ou rouges à l'extérieur, blancs à l'intérieur, entourent 45 à 50 étamines et 5 styles soudés à la base, aussi longs que les étamines.
Le fruit pommacé, est jaune rougeâtre,ovoïde à subcylindrique, de 6-7 cm de diamètre (et jusqu'à 15 cm), très odorant. C'est le plus gros fruit des 4 espèces du genre Chaenomeles.
C. cathayensis est fortement apparenté à C. thibetica récemment découvert.
- Cultivars

Des variétés cultivées ont été sélectionnées.
Plusieurs groupes d'hybrides ont été obtenus :
1. groupe Clarkiana : Chaenomeles ×clarkiana Weber est un hybride C. cathayensis × C. japonica obtenu par W. B. Clarke en Californie. Ce croisement donna le premier cultivar Cynthia du groupe Clarkiana.
2. groupe Vilmoriniana : C. × vilmoriniana Weber obtenu par croisement C. cathayensis × C. speciosa.
3. groupe Californica : C. ×californica Clarke ex Weber issu des croisements C. cathayensis × (C. japonica × C. speciosa).

## Répartition
Chaenomeles cathayensis croît naturellement en Chine (Fujian, Gansu, Guangxi, Guizhou, Hubei, Hunan, Jiangsu, Jiangxi, Shaanxi, Sichuan, Xizang, Yunnan, Zhejiang), au Bhoutan et en Birmanie.
C. cathayensis a été introduit en Europe en 1880.

## Usages
En Chine, le fruit est utilisé en médecine traditionnelle chinoise. Il est indiqué pour 

- les douleurs rhumatismales et les spasmes musculaires

- dyspepsie, vomissement, diarrhée

(pour plus d'informations voir chaenomeles).
L'arbuste est aussi largement cultivé dans les jardins d'agrément chinois pour sa superbe floraison printanière. Il convient bien pour faire des bonsaï.
Les cultivars d'hybrides sont cultivés dans de nombreuses régions du monde.
Pour donner une floraison abondante, ces arbustes ornementaux doivent être installés au soleil mais ils acceptent la mi-ombre.
Les fruits servent à faire des gelées et des confitures très parfumées.

## Synonymes
- (≡) Chaenomeles lagenaria var. cathayensis (Hemsl.) Rehder
- (=) Chaenomeles lagenaria var. wilsonii Rehder
- (≡) Cydonia cathayensis Hemsl. (basionyme)